# 畏新园蛛
畏新园蛛（学名：Neoscona pavida）为园蛛科新园蛛属的动物。分布于印度以及中国大陆的西藏等地，常生活于林间草丛。该物种的模式产地在印度。